# 조봉근
조봉근(趙鳳根, 1948년 3월 18일~)은 대한민국의 신학자이며 목사이다. 33년 동안 광신대학교 교수로서 조직신학을 가르쳤으며, 교목실장과 대학원원장을 역임하였다. 한국복음주의 조직신학회 회장을 역임하였다. 한국에서 칼빈신학 연구와 장로교신학의 전문가이다. 2018년 3월 17일 한국장로교신학회에서 칼빈신학과 장로교 신학에 대한 연구로 공로상을 받았다.

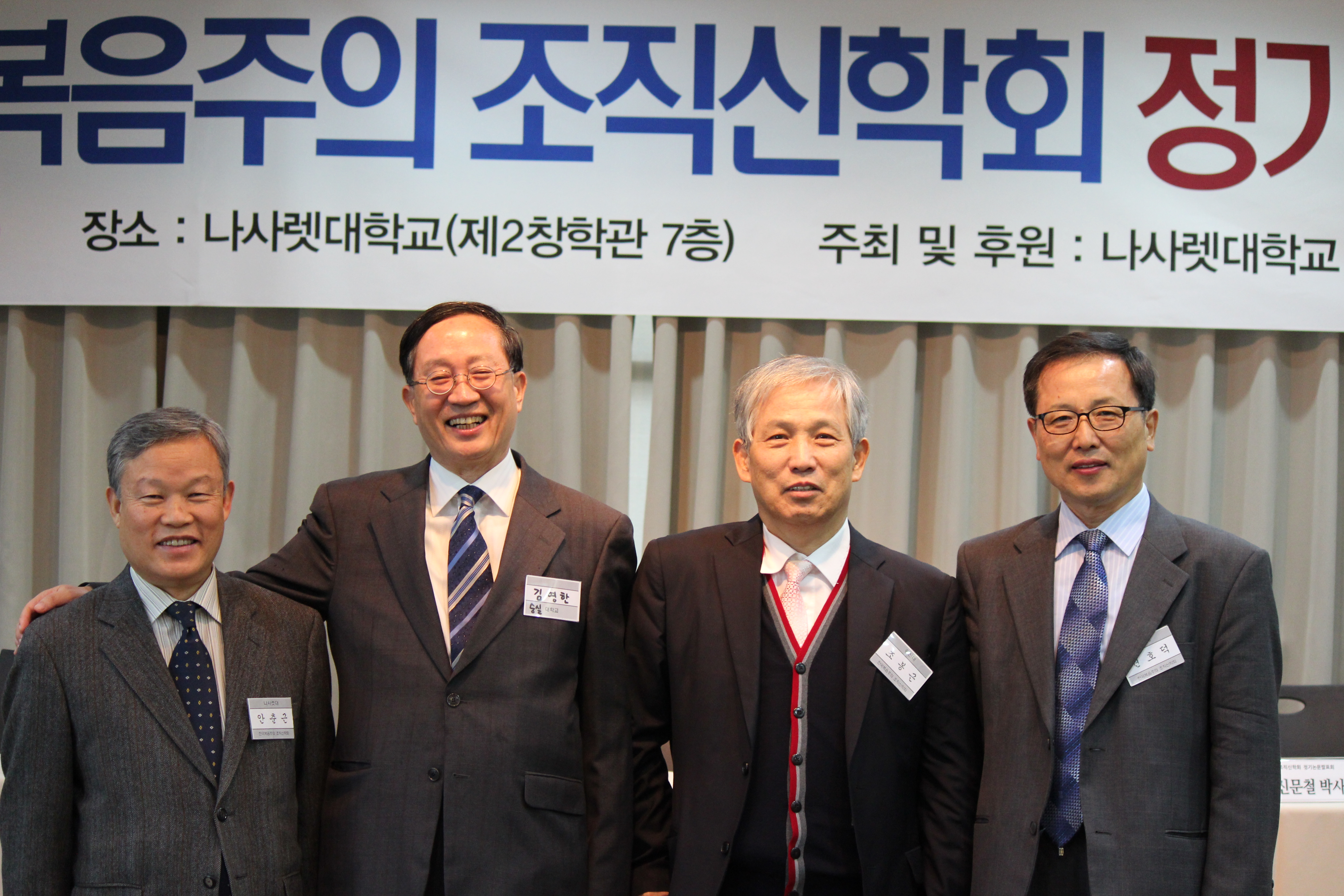
안춘근박사, 조봉근박사, 김영한 박사, 그리고 권호덕 박사

## 학력
- 총신대학교(B.A., M.Div. equ.)
- 영국, Trinity College, Bristol 수학
- 영국, Evangelical Theological College of Wales, M.Phil.
- 영국, University of Wales, Lampeter, Ph.D
- 영국, 웨일즈 복음주의 신학대학(현, WEST)에서 Visiting Research Scholar

## 박사논문
- 박사논문제목: “대영제국의 개신교 신학과 WCC운동의 성령론에 대한 비판적 비교연구(1965-1993)”(A Critical Comparative Study of Pneumatology in UK〔Particularly England〕Protestant Theology and The World Council of Churches between 1965-1993)

## 경력
- 광신대학교 대학원장, 교학처장, 학생처장, 교무처장, 교목실장, 실천처장, 도서관장 역임.
- 한국복음주의 조직신학회 회장 역임
- 현, 광신대학교 신학대학원 정교수 및 교목실장
- 현, 광주신일교회 (교육담당)협동목사

## 저서
- <변증신학개론, 도서출판 수서원, 1985>
- <칼빈주의 교육철학, 도서출판 태광출판사, 1986>
- <목회의 심리학적 기초, 도서출판 수서원, 1986>
- <그리스도 안에서의 칭의와 성화, 도서출판 복음문화사, 1990>
- <그리스도인의 이상, 도서출판 복음문화사, 1990>
- <성령론 무엇이 문제인가?, 도서출판 복음문화사, 1991>
- <속죄의 신학, 도서출판 복음문화사, 1995>
- <칼빈주의 변증신학자들, 한국복음문서협회, 1996>
- <알기 쉽게 해설한 속죄의 신학, 한국복음문서협회, 1996>
- <본질신학의 핵, 성문출판사, 1999>
- <칼빈의 교의학, 도서출판 에벤에셀, 2001>
- <톰 스메일의 성령론과 삼위일체론, 도서출판 에벤에셀, 2002>
- <성경적 조직신학, 도서출판 복음문화사, 2002>
- <성경적 교의신학, 도서출판 복음문화사, 2004>
- <칼빈의 사상과 기독론 논쟁, 도서출판 복음문화사, 2006>
- <조직신학과 성령론 논의, 도서출판 복음문화사, 2006>
- <본질신학, 도서출판 복음문화사, 2007>
- <교의신학의 개혁신학적 논의, 도서출판 복음문화사, 2007>
- <최신 개혁파 교의학개론, 도서출판 복음문화사, 2009>
- <교의신학과 성령론 논의, 도서출판 복음문화사, 2010>

## 같이 보기
- 세계칼빈학회
- 한국개혁신학회
- 한국복음주의조직신학회
- 한국조직신학회
- 한국장로교신학회
- 요한칼빈탄생500주년기념사업회
- 종교개혁500주년기념일
- 한국의 신학자 목록
- 개혁신학자